# 5-metiltetrahidrosarcinapterin:korinoid/gvožđe-sumpor protein Co-metiltransferaza
5-metiltetrahidrosarcinapterin:korinoid/gvožđe-sumpor protein Co-metiltransferaza (EC 2.1.1.245, cdhD (gen), cdhE (gen)) je enzim sa sistematskim imenom 5-metiltetrahidrosarcinapterin:korinoid/gvožđe-sumporna proteinska metiltransferaza. Ovaj enzim katalizuje sledeću hemijsku reakciju
[metil-Co(III) korinoid  protein] + tetrahidrosarcinapterin {\displaystyle \rightleftharpoons } [Co(I) korinoid  protein] + 5-metiltetrahidrosarcinapterin
Ovaj enzim katalizuje transfer metil grupa sa kobamidnog kofaktora korinoid/Fe-S proteina na N5 grupu tetrahidrosarcinapterina.

## Literatura
- Nicholas C. Price; Lewis Stevens (1999). Fundamentals of Enzymology: The Cell and Molecular Biology of Catalytic Proteins (Third изд.). USA: Oxford University Press. ISBN 019850229X.
- Eric J. Toone (2006). Advances in Enzymology and Related Areas of Molecular Biology, Protein Evolution (Volume 75 изд.). Wiley-Interscience. ISBN 0471205036.
- Branden C; Tooze J. Introduction to Protein Structure. New York, NY: Garland Publishing. ISBN 0-8153-2305-0.
- Irwin H. Segel. Enzyme Kinetics: Behavior and Analysis of Rapid Equilibrium and Steady-State Enzyme Systems (Book 44 изд.). Wiley Classics Library. ISBN 0471303097.

## Spoljašnje veze
- 5-methyltetrahydrosarcinapterin:corrinoid/iron-sulfur+protein+Co-methyltransferase на 